# أويس (اسم)
أُوَيْس هو اسم علم مذكر من أصل عربي، وهو تصغير أوس والذي هو صغير الذئب.

## شخصيات تحمل الاسم
أويس القرني المرادي
أويس مخللاتي
أويس القادري البراوي
أويس باشا